# خالد الحنيفات
خالد موسى شحادة الحنيفات (7 يوليو 1972 -) مهندس وسياسي أردني من مواليد الطفيلة. شغل منصب وزير الزراعة في حكومة جعفر حسان من 18 سبتمبر 2024 ولغاية التعديل الوزاري الأول في 6 أغسطس 2025، وكان يشغل ذات المنصب في حكومة بشر الخصاونة من 7 مارس 2021 ولغاية استقالة الحكومة في 15 سبتمبر 2024، وشغل سابقًا نفس المنصب في حكومتي هاني الملقي الثانية وعمر الرزاز من 28 أيلول 2016 إلى 11 تشرين الأول 2018، ووزير دولة في حكومة هاني الملقي الأولى من 1 حزيران 2016 إلى 25 أيلول 2016. من 2015 إلى 2016 ترأس بلدية الطفيلة الكبرى.
حاصل على بكالوريوس هندسة ميكانيكية من جامعة البلقاء التطبيقية عام 1995

## المناصب
- وزيراً للزراعة من 1/10/ 2016- 2018
- وزير دولة في الفترة 1/6/2016- 30/9/2016.
- رئيساً لبلدية الطفيلة الكبرى 2015-2016
- المدير التنفيذي/ مشروع الفروع الإنتاجية  – وزارة العمل، 2014-2015.
- حصل على الزمالة في قيادة العمل البلدي من جامعة واشنطن في الولايات المتحدة عام 2013.
- نائب رئيس لجنة المواقع السياحية في الطفيلة 2007-2013
- رئيساً للجنة بلدية الطفيلة الكبرى /بالتعيين 2012- 2013
- مدير عام شركة الوفر البيئي التجارية 2011-2012.
- تأهل لجائزة Rising Stars الأمريكية حول الشفافية ضمن منافسة مع 80 دولة عام 2010.
- حصل على أفضل أداء للعمل البلدي حسب استطلاع الرأي الذي أجراه المعهد الجمهوري الدولي لعام 2009.
- رئيساً منتخباً لبلدية الطفيلة الكبرى 2007-2011
- أسس شركة الفلك الدولية للمقاولات ومحلات المهندس لمواد البناء 1998-2007
- مهندساً في شركة انتركانلز الإسبانية/ مشروع مستشفى الملك عبد الله الثاني في الفترة 1997-1998
- متدرباً في وزارة الأشغال والإسكان في الفترة 1995-1996
- عضو المجلس التنفيذي والاستشاري في محافظة الطفيلة
- عضو مجلس الجامعة/ ممثلاً عن المجتمع المحلي في جامعة الطفيلة التقنية لأكثر من خمس سنوات
- مندوب الأردن في الجمعية الأورومتوسطية الإقليمية والمحلية
- عضو منتخب في الجمعية الأورومتوسطية الإقليمية والمحلية
- مقرر لجنة التنمية الحضارية في الجمعية الأورومتوسطية الإقليمية والمحلية
- رئيساً وعضواً في العديد من الجمعيات الخيرية والتعاونية في محافظة الطفيلة
- رئيساً وعضواً في العديد من اللجان في محافظة الطفيلة
- المجلس التنفيذي لوزراء الزراعة العرب في المركز العربي أكساد/ مصر، 26-28/6/2018.
- المشاركة في المؤتمر الإقليمي للشرق الأدنى وشمال إفريقيا/ إيطاليا، 7-11 /5/2018.
- المشاركة في المؤتمر الاقتصادي الأردني الأول/ البحر الميت 3/5/2018.
- المشاركة في المنتدى الزراعي الأردني الأول لمواجهة أزمات الزراعة بتنظيم كامل من وزارة الزراعة الأردنية 25/4/2018.
- المشاركة في المؤتمر الإقليمي لمنظمة صحة الحيوان/ تركيا
- المشاركة في مؤتمر منظمة FAO/ روما
- المشاركة في العديد من المؤتمرات المحلية والدولية تخدم القطاع الزراعي بشكل خاص.
- المشاركة في برنامج القادة السياسيين في أميركا/ واشنطن، نيويورك، فرجينيا، 2008.
- المشاركة في المؤتمر الدولي للاستثمار في قصر المؤتمرات/ البحر الميت، 2009.
- حضور دورة حول الشفافية في سلوفاكيا، 2010.
- المشاركة في العديد من المؤتمرات المحلية والعربية والدولية حول التنمية والمشاركة الشعبية وقياس الرأي العام.
- الاطًلاع على تجربة الحكم المحلي في دول مختلفة من العالم.